# Saales
Saales é uma comuna francesa na região administrativa de Grande Leste, no departamento Baixo Reno. Estende-se por uma área de 9,86 km². Em 2010 a comuna tinha 846 habitantes (densidade: 85,8 hab./km²).